# 1984-es Formula–1 európai nagydíj
Az európai nagydíj volt az 1984-es Formula–1 világbajnokság tizenötödik futama.

## Futam
| Helyezés | #  | Versenyző          | Csapat/Motor      | Körök | Idő/Kiesés oka    | Rajthely | Pontszám |
| -------- | -- | ------------------ | ----------------- | ----- | ----------------- | -------- | -------- |
| 1        | 7  | Alain Prost        | McLaren-TAG       | 67    | 1:35:13,284       | 2        | 9        |
| 2        | 27 | Michele Alboreto   | Ferrari           | 67    | + 23,911          | 5        | 6        |
| 3        | 1  | Nelson Piquet      | Brabham-BMW       | 67    | + 24,922          | 1        | 4        |
| 4        | 8  | Niki Lauda         | McLaren-TAG       | 67    | + 43,086          | 15       | 3        |
| 5        | 28 | René Arnoux        | Ferrari           | 67    | + 1:01,430        | 6        | 2        |
| 6        | 22 | Riccardo Patrese   | Alfa Romeo        | 66    | + 1 kör           | 9        | 1        |
| 7        | 26 | Andrea de Cesaris  | Ligier-Renault    | 65    | + 2 kör           | 17       |          |
| 8        | 21 | Mauro Baldi        | Spirit-Hart       | 65    | + 2 kör           | 24       |          |
| 9        | 18 | Thierry Boutsen    | Arrows-BMW        | 64    | Gyújtás           | 11       |          |
| 10       | 25 | François Hesnault  | Ligier-Renault    | 64    | + 3 kör           | 19       |          |
| 11       | 16 | Derek Warwick      | Renault           | 61    | Túlmelegedés      | 7        |          |
| Kiesett  | 30 | Jo Gartner         | Osella-Alfa Romeo | 60    | Üzemanyagrendszer | 22       |          |
| Kiesett  | 2  | Teo Fabi           | Brabham-BMW       | 57    | Váltó             | 10       |          |
| Kiesett  | 12 | Nigel Mansell      | Lotus-Renault     | 51    | Motorhiba         | 8        |          |
| Kiesett  | 15 | Patrick Tambay     | Renault           | 47    | Üzemanyagrendszer | 3        |          |
| Kiesett  | 23 | Eddie Cheever      | Alfa Romeo        | 37    | Üzemanyagrendszer | 13       |          |
| Kiesett  | 9  | Philippe Alliot    | RAM-Hart          | 37    | Turbó             | 25       |          |
| Kiesett  | 10 | Jonathan Palmer    | RAM-Hart          | 35    | Turbó             | 21       |          |
| Kiesett  | 5  | Jacques Laffite    | Williams-Honda    | 27    | Motorhiba         | 14       |          |
| Kiesett  | 11 | Elio de Angelis    | Lotus-Renault     | 25    | Turbó             | 23       |          |
| Kiesett  | 20 | Stefan Johansson   | Toleman-Hart      | 17    | Túlmelegedés      | 26       |          |
| Kiesett  | 6  | Keke Rosberg       | Williams-Honda    | 0     | Baleset           | 4        |          |
| Kiesett  | 19 | Ayrton Senna       | Toleman-Hart      | 0     | Baleset           | 12       |          |
| Kiesett  | 17 | Marc Surer         | Arrows-BMW        | 0     | Baleset           | 16       |          |
| Kiesett  | 31 | Gerhard Berger     | ATS-BMW           | 0     | Baleset           | 18       |          |
| Kiesett  | 24 | Piercarlo Ghinzani | Osella-Alfa Romeo | 0     | Baleset           | 20       |          |

## A világbajnokság élmezőnyének állása a verseny után
| H  | Versenyzők       | Pont | H  | Konstruktőrök | Pont  |
| -- | ---------------- | ---- | -- | ------------- | ----- |
| 1. | Niki Lauda       | 66   | 1. | McLaren-TAG   | 128,5 |
| 2. | Alain Prost      | 62,5 | 2. | Ferrari       | 54,5  |
| 3. | Elio de Angelis  | 32   | 3. | Lotus-Renault | 45    |
| 4. | Nelson Piquet    | 28   | 4. | Brabham-BMW   | 37    |
| 5. | Michele Alboreto | 27,5 | 5. | Renault       | 34    |

## Statisztikák
Vezető helyen:
- Alain Prost: 67 (1-67)

Alain Prost 15. győzelme, Nelson Piquet 15. pole-pozíciója, 12. és Michele Alboreto 2. leggyorsabb köre.
- McLaren 41. győzelme.